# Гъвкава печатна платка
Гъвкавата печатна платка е печатна платка, която използва за базов материал гъвкава изолационна основа и може да осъществява електрическата връзка без нарушение на параметрите при огъването на платката във всяко работно положение.

## Материали
Най-често за основа на гъвкавата печатна платка се използва полиимид с медно покритие с дебелина 12,5 – 200 μm. Технологията на производство е същата, както при печатните платки. При необходимост електронните елементи се укрепват допълнително върху твърда основа.
Най-важната характеристика на тези платки е осигуряването на сигурно свързване между подвижните възли и неподвижните части на апаратурата.
За осигуряване на високите изисквания към огъването на гъвкавите печатни платки, най-добре медния (проводимия) слой на платката да е термообработен и с подходяща посока на валцоване. Освен това се поставя между два слоя полиимидна изолация, така че медният слой да остане в неутралната линия на огъвка на платката.

## Използване
Твърд диск: При твърдите дискове гъвкави печатни платки се използват за свързването на линейният двигател и блока магнитни глави с електронните блокове. Поради необходимостта да се осъществи голям брой огъвания на платката по време на живота на твърдия диск, изискванията към гъвкавите печани платки в тези случаи са много високи.
Гъвкави печатни платки се използват в различна електронна апаратура за предаване на сигнали между две подвижни части, например лаптопи, телефони и други. При тези вид апаратура изискванията са по-ниски, поради малкият брой цикли на огъване.